# Jabel (Meklemburgia-Pomorze Przednie)
Jabel – miejscowość i gmina w Niemczech, w kraju związkowym Meklemburgia-Pomorze Przednie, w powiecie Mecklenburgische Seenplatte, wchodzi w skład Związku Hmin Seenlandschaft Waren.
1 stycznia 2015 do gminy przyłączono gminę Neu Gaarz, która stała się automatycznie jej dzielnicą.
Na terenie Jabel rośnie jeden z największych w Niemczech cisów – okaz o obwodzie 440 cm (w 1996).

## Toponimia
Nazwa Jabel ma pochodzenie połabskie, od prasłow. jablŭ – „jabłoń”.